# مركز المساواة والإدماج
مركز المساواة والإدماج (CEQUIN)، الذي يتداول في الصحافة كمركز المساواة والإدماج، هو منظمة غير حكومية مقرها في الهند تعمل من أجل تمكين المرأة وحقوق المرأة.

## منظمة
مركز الإنصاف والإدماج (CEQUIN) هو منظمة غير حكومية مقرها في الهند.   تشمل أهداف المنظمة تمكين مبادرات النساء.  المؤسس المشارك ورئيسة المنظمة هي سارة بيلوت، عاملة اجتماعية.  شاركت بايلوت في تأسيس سيكوين عام 2009، مع لورا برابهو.  
نشرت تقريرا في عام 2010 يدرس العنف ضد المرأة في الأماكن العامة في مومباي.  وقررت المجموعة أن تشريعات العنف المنزلي في الهند قد تحسنت، في حين أن هناك نقصا في الأماكن الآمنة المتاحة للنساء أثناء تنقلهن بين مكان إقامتهن الأساسي ومكان عملهن.
في عام 2014، عملت المنظمة على منح النساء في الهند عربات الريكاشة الكهربائية كوسيلة لزيادة إمكانات الفرص الاقتصادية.  كان مديرها في عام 2015 لورا برابهو.  ضغطت المجموعة في عام 2015 لزيادة عدد الشرطة النسائية في دلهي.  في أغسطس 2015، اجتمعت المنظمة مع اللفتنانت حاكم نيودلهي شاري نجيب يونغ لمناقشة كيفية ضمان أفضل السبل لحماية رفاه النساء في المدينة. 
في مارس 2015، عقدت المجموعة حدثًا يسمى جوائز "WowMen"، للاعتراف بالرجال نيابة عن جهودهم لزيادة تمكين المرأة. أقيم هذا الحدث في قصر ليلا في نيودلهي.  ومن بين الرجال السبعة الذين تم تكريمهم في هذا الحدث، شمل زوج الملاكم ماري كوم ك أونلير كوم، والد ملالا يوسفزاي الفائز بجائزة مالالا يوسفزاي.  وذكر الطيار في حدث 2015 أن المساواة بين الجنسين ستساعد على خلق كوكب أكثر بهجة. 